# Dicranophorus rostratus
Dicranophorus rostratus är en hjuldjursart som först beskrevs av Dixon-Nuttall och Freeman 1902.  Dicranophorus rostratus ingår i släktet Dicranophorus och familjen Dicranophoridae. Arten är reproducerande i Sverige. Inga underarter finns listade i Catalogue of Life.